# Mosteiro Popăuți

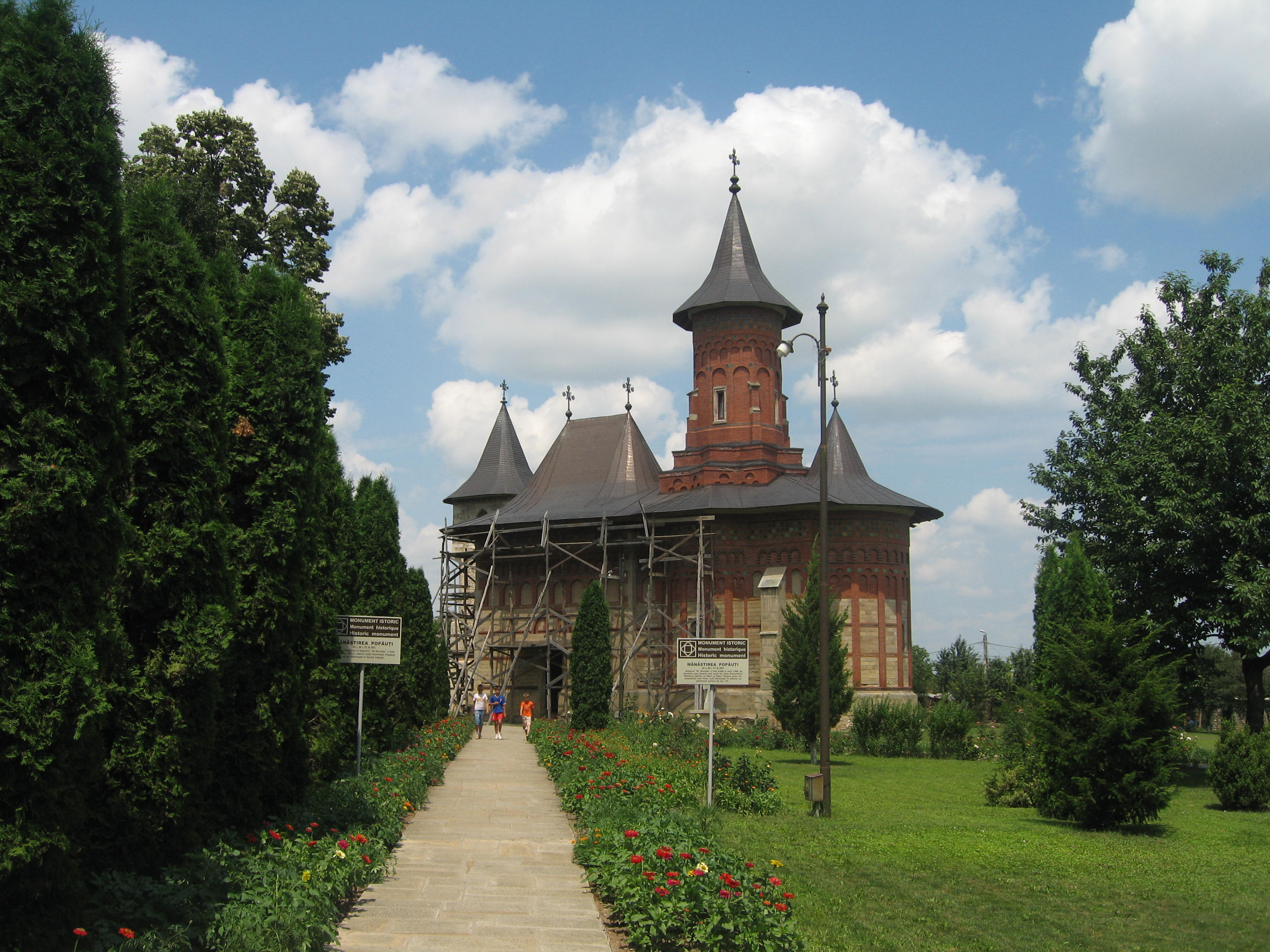

O Mosteiro Popăuţi é um mosteiro localizado em Botoșani, Roménia, na Rua Ştefan cel Mare no. 41, perto da estação ferroviária. Foi fundada em 1496 pelo príncipe Estêvão, o Grande (1457-1504).
É listado como um monumento histórico pelo Ministério da Cultura e Identidade Nacional da Roménia.